# Ronald Hanson
Ronald Hanson (Groningen, 20 november 1976) is een Nederlands natuurkundige, hoogleraar quantumfysica aan de Technische Universiteit Delft en wetenschappelijk directeur van QuTech.

## Biografie
Hanson studeerde technische natuurkunde aan de Rijksuniversiteit Groningen die hij in 1999 met een mastergraad afsloot. Een jaar verbleef hij in Japan voordat hij terugkeerde naar Nederland. In 2005 promoveerde hij cum laude onder Leo Kouwenhoven aan de Technische Universiteit van Delft op een onderzoek maar elektronenspins in kleine halfgeleiderstructuren. Na zijn promotie was hij twee jaar post-doc bij David Awschalom aan de Universiteit van Californië - Santa Barbara.
Hierna begon Hanson een eigen onderzoeksgroep in Delft, alwaar hij in 2012 werd benoemd tot Antoni van Leeuwenhoek Professor, Institute of Nanoscience. Daarnaast is hij een van de initiatiefnemers van QuTech, een onderzoeksinstituut van de TU Delft en de Nederlandse Organisatie voor toegepast-natuurwetenschappelijk onderzoek (TNO) dat zich richt op toekomstige toepassingen van de kwantumwetenschap.

## Werk
Hansons werk richt zich voornamelijk op het gebied van de kwantumverstrengeling. Dit is een apart fenomeen waarbij twee (of meer) natuurlijke objecten, zodanig met elkaar verbonden zijn dat het ene object niet meer volledig beschreven kan worden zonder dat het andere object specifiek te benoemen – ook al zijn ze ruimtelijk van elkaar gescheiden. In mei 2014 slaagde Hanson erin om als eerste een qubit (kwantumbit) door middel van verstrengeling te teleporteren over een afstand van drie meter zonder dat de informatie door een tussenliggende vaste of draadloze verbinding reisde. Twee jaar later slaagde hij erin om met verstrengeling informatie te teleporteren over een afstand van meer dan een kilometer. Met deze zogeheten loophole-free Bell test kreeg Hanson internationale aandacht en werd door zowel Science als Nature als een top 10 doorbraak van 2015 beschouwd.
Voor zijn werk ontving Hanson reeds verscheidene onderscheidingen, waaronder de Nicholas Kurti European Science Prize (2012), QIPC Young Investigator Award (2012), the Ammodo KNAW award (2015), de Huibregtsen Award for Excellence in Science and Society (2016) en de John Stewart Bell Prize (2017). In 2019 ontving hij de Spinozapremie van de Nederlandse Organisatie voor Wetenschappelijk Onderzoek (NWO). Hij is zowel lid van de Koninklijke Hollandsche Maatschappij der Wetenschappen (KHMW, sinds 2018) als van de Koninklijke Nederlandse Akademie van Wetenschappen (KNAW, sinds 2019).